# Aristolochia sessilifolia
Aristolochia sessilifolia là một loài thực vật có hoa trong họ Aristolochiaceae. Loài này được (Klotzsch) Duch. mô tả khoa học đầu tiên năm 1864.